# 易势力
易势力，全称易势力网络科技上海有限公司，于2005年4月成立，2005年12月关闭。

## 历史
2005年4月，奥美电子为了避免债务问题，在上海成立了易势力，来运营《刀online》。
2005年9月23日，《刀online》公测。
2005年10月12日，奥美电子关闭后，出现“易势力是奥美电子为摆脱债务困扰而成立的一家公司”的传闻。2005年10月20日，易势力在网络上发表声明否认该传闻。易势力工作人员称，易势力的投资方是香港奥美而非上海奥美，易势力的大部分员工的劳动合同都是与上海奥美签定，办公地址与上海奥美相同。上海奥美关闭后，易势力的办公地点也空无一人。 
2005年12月2日，易势力的高层管理人员集体失踪，行政和业务部门解散，员工欠薪回家，并拖欠合作公司的款项，《刀online》也停止运营。

## 旗下游戏
- 《刀online》